# 5·3 참변
5·3 참변(중국어 간체자: 五三惨案, 정체자: 五三慘案, 병음: Wŭsān Cǎn'àn) 또는 지난 사건(일본어: 済南事件)은 1928년 5월 3일 산둥성 성도였던 지난시에서 발생한 장제스의 국민혁명군과 일본 민간인 및 일본군 사이의 분쟁으로, 이후 국민혁명군과 일본 제국 육군 사이의 충돌로 확대되었다. 일본 군인들은 산둥성에 배치되어 일본의 상업적 이익을 보호하고 있었는데, 이는 국민당 정부 하에서 중국을 통일하기 위한 장제스의 북벌로 위협을 받았다. 국민혁명군이 지난으로 접근하자 북양정부에 충성하고 있었던 쑨촨팡은 지난에서 철수해 국민혁명군에게 도시를 평화적으로 이양하였다. 국민혁명군은 초기에 일본 영사관 주변에 주둔하고 있던 일본군과 공존할 수 있었고, 장제스는 5월 2일 철수 협상을 위해 도착했다. 그러나 5월 3일 아침 국민혁명군과 일본군 사이의 분쟁으로 13명에서 16명 사이의 일본 민간인이 사망하면서 이 평화는 깨졌다. 이 충돌로 인해 국민혁명군 측은 수천명의 사상자가 발생했고, 국민혁명군은 베이징을 향해 북쪽으로 도망쳤다. 지난시는 1929년 3월까지 일본의 지배를 받았다.

## 배경
국민정부가 중국을 통일하기 위해 개시한 북벌 기간 동안, 난징에 있던 외국 조계와 영사관이 1927년 3월 중국 국민혁명군의 공격을 받았고, 1927년 4월에는 중국 민간인들이 한커우에 있는 외국 조계와 영사관을 공격했다. 두 사건 이후 국민혁명군의 사령관 장제스는 외국인에 대한 공격을 참지 않겠다고 선언했고, 국민정부의 외교부 장관 황푸는 "국제법에 따라 중국에 있는 외국인의 생명과 재산을 최대한 보호할 것"이라고 보장했다. 이러한 보장에도 불구하고, 일본을 포함한 외세는 중국에서 그들의 경제적, 정치적 이익의 안전에 대해 계속 우려했고, 난징 사건이 반복되지 않게 해달라고 결의했다.
1927년 5월부터 6월까지 국민혁명군이 북양정부와 연합한 "안국군"을 산둥성으로 후퇴시켰을 때, 일본 정부는 산둥성 일대를 일본의 영향권에 있다고 판단하고 국민혁명군의 진격을 예상하여 일본 민간인을 보호하기 위해 표면적으로 관동군 4천 명을 칭다오와 지난에 배치했는데 일 이를 제1차 산동 출병이라고 부른다. 국민혁명군 사령관 장제스는 일본군과의 쓸모없고 잠재적으로 비용이 많이 드는 충돌을 피하기 위해 국민혁명군을 지난에서 접근시키지 않기를 원했고, 마찬가지로 일본 총리였던 다나카 기이치도 산둥으로 군대를 파견하는 것이 일본인과 일본의 경제적 이익을 보장하기보다는 중국군과의 충돌을 의미하는 것을 알고 있었다. 국민당의 우한과 난징 파벌 사이의 분열을 해결하기 위한 시도로 국민혁명군 사령관을 사임하고 북벌을 잠시 중단하여 분쟁을 피했다. 국민혁명군의 위협이 사라지자, 일본은 1927년 9월 지난에서 철수했다.
1927년 11월 5일 장제스는 난징 사건과 같은 분쟁을 반복하지 않고 일본의 개입을 방지하기 위해 국민혁명군 사령관에서 물러나 있는 동안 일본 총리 다나카 기이치를 만났다. 그러나 다나카 총리와 장제스의 회담은 명확한 결론 없이 끝났다. 장제스는 이 회의를 실패로 여겼으나, 일본과 협력하여 양측이 조정할 수 있는 해결책에 도달하려고 시도하는 그의 접근법을 유지했다. 그럼에도 불구하고, 장제스는 중국에서 권력을 거의 장악하지 못했고, 그의 정통성을 뒷받침하기 위해 외국의 지배를 끝내고 나라를 재통일하겠다는 약속에 크게 의존했다.

## 분쟁

### 국민혁명군의 지난 도착

1928년 4월부터 5월 사이 국민혁명군, 일본군 및 북양군의 이동 경로.

1928년 4월, 장제스는 다시 한번 권력을 공고히 했고, 그 때 그는 북벌을 재개했다. 국민혁명군은 북양군벌 쑨촨팡의 군대를 빠르게 격퇴하고 산둥으로 진격했다. 쑨촨팡은 4월 17일부터 18일까지 철도를 통해 지난에서 퇴각하여 지난으로 가는 길을 국민혁명군에게 열어주었다. 일본군이 쑨촨팡의 산둥 방어 실패를 알게 되자, 일본 수상이었던 다나카 기이치는 군사 고문들의 조언에 따라 4월 19일 제6사단을 지난에 배치하기로 결정했고, 일본에서는 이를 "제2차 산동 출병"이라고 부른다. 다나카는 원정을 시작하는 것이 현명한 것인지에 대해 의구심을 가지고 있었지만, 그의 정당인 입헌정우회는 1928년 2월 선거에서 "현장에서 국민을 보호한다"는 강령으로 출마하여 일본군의 대응 방침을 완화할 수 있는 다나카의 능력을 제한했다. 다나카가 명령을 내리기도 전에 후쿠다 히코스케 장군이 지휘하는 군대가 칭다오-지난 철도를 통해 1928년 4월 10일부터 지난에 도착하기 시작했다. 이것은 메이지 유신 이후 일본군이 명령 없이 일방적으로 행동한 첫 번째 심각한 사례였다. 그러나 475명의 첫 번째 대규모 병력은 4월 20일 칭다오에서 출발해 지난에 도착했다. 이후 일본군 4,000명 이상의 병력이 지난에 도착했다. 일본군이 지난에 도착한 것은 북양 연합군이 그곳으로 후퇴한 것과 마찬가지로 북양 군벌들이 일본의 개입을 요청한 것이 아닌가 하는 의심을 불러일으켰다. 국민당 정부는 이를 선전에 이용했지만, 북양정부의 지도자 장쭤린은 이에 대해 부정했다. 오히려 북양정부와 난징의 국민당 정부 모두 일본의 지난 출병에 항의하며 중국의 주권을 침해한 것이라고 주장했다.
국민혁명군이 지난을 협공하면서 칭다오와 베이징으로 가는 철도가 파손돼 군벌 동맹군은 증원을 받을 수 없었다. 이 전투로 국민혁명군은 칭다오-지난 철도를 지키고 있던 일본군과 충돌하게 되었다. 1928년 4월 29일 북양 군벌군이 루커우 황하 철교를 건너 지난을 버리고 도망치면서 혼란이 가중되었다. 군벌들은 지난을 떠나면서 약탈을 자행한 것으로 알려졌으나, 일본인 거주 지역은 일본군의 보호를 받고 있었다. 산둥성에 일본 제국 육군이 주둔하는 것에 대한 중국 민중의 불만은 점점 뚜렷해졌고, 일본군의 주둔은 1914년 제1차 세계 대전 당시의 칭다오 전투와 마찬가지로 일본이 산둥성을 장악하려는 새로운 시도로 간주되었다. 국민혁명군은 4월 30일과 5월 1일에 걸쳐 지난으로 진군하여 무사히 점령했다. 5월 2일, 장제스는 일본군과 협상을 시작하여 사이토 류 장군에게 지난에서 어떠한 혼란도 없을 것이라고 보장하고, 잠재적인 충돌을 피하기 위해 국민혁명군에게 지난에서 북쪽으로 빠르게 전진하라고 명령했다. 협상 이후 사이토는 일본군을 철수시키기 위한 준비를 시작하기로 결정하고 지난의 모든 안전 문제는 장제스에게 맡겨질 것이라고 말했다. 후쿠다 장군은 이 결정을 승인했고, 일본군은 5월 2일에서 3일 사이에 철수를 시작했다.

### 5월 3일 분쟁
지난에는 긴장감이 감돌았지만, 5월 3일 아침 일본군과 국민혁명군 병사들 사이에 충돌이 일어날 때까지 조용했다. 충돌을 유발한 정확한 세부 사항은 일본과 중국 사이에서 논쟁이 되고 있다. 전투가 시작된 후 일본군은 즉시 중국의 무선국을 파괴했고, 일본군은 지난에서 유일한 통신선을 통제하게 되었고 외국 언론의 보도는 전적으로 일본판 사건에 의존할 수밖에 없었다. 일본 측 후쿠다 장군이 보고한 바에 따르면, 난징 사건의 책임자로 알려진 허야오즈 장군 휘하의 중국군 그룹이 일본 만주일일신문사의 사무실에 침입하여 9시 30분에 주인을 폭행했다고 한다. 구메카와 요시하루 대위가 이끄는 일본군 부대가 현장으로 달려가 국민혁명군 병사들을 막으려고 했지만, 국민혁명군 병사들이 일본인에게 발포하여 일본군들이 반격을 가하였다. 중국 측 장제스의 기록에 따르면 현지 노동자의 도움으로 현지 기독교 병원에서 치료를 받으려 했던 아픈 중국 군인이 병원으로 가던 중 일본군이 길을 막아 설전이 벌어졌고 일본인들은 군인과 노동자를 총으로 쏴 죽였다. 그러나, 다른 중국 자료들은 사건들의 다른 버전들을 보고하고 있는데, 이 사료들은 중국인들이 그들의 행동을 정당화하기 위해 이야기를 창조하고 있다는 인상을 준다. 그러나 일본 측 기록 역시 후에 황구둔 사건과 만주사변에서 관동군이 사용한 허위 정보 전술과 관련이 있는 것으로 특징지어진다.

### 교전

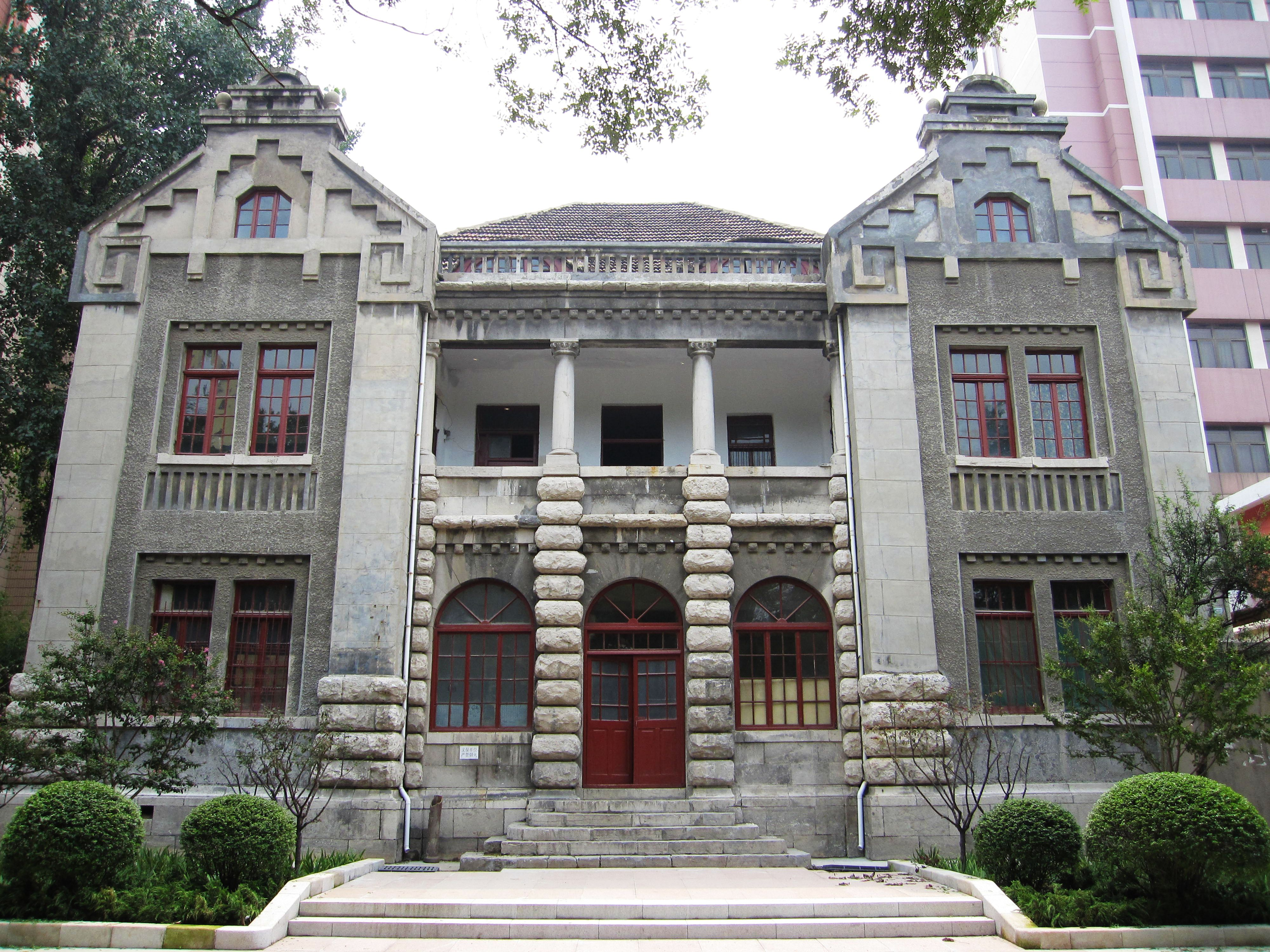
지난의 옛 외국인 공관 건물로, 차이공시가 사망한 장소다. 현재는 5·3 참변 기념관으로 쓰이고 있다.

누가 충돌을 시작했는지에 관계없이, 그것은 빠르게 국민혁명군과 일본 육군 사이의 전면적인 충돌로 이어졌다. 일본은 국민혁명군 병사들이 "도망쳤다"며 대량 살상과 일본 민간인 학살을 일으켰다고 보도했고, 영국 총영사 대행은 일본 남성들의 사체가 수태된 것을 목격했다고 보도했다. 중국의 분노를 자극할 만한 사건으로, 일본 군인들은 후에 중국인들이 협상 본부라고 말한 건물에 들어가 중국 외교관 차이공시와 그의 참모 8명, 국민혁명군 군인 7명, 요리사 1명을 살해했다. 살해의 정확한 경위에 대해 일본 측과 중국 측이 다투고 있는데, 일본 측은 그들이 위층에서 공격을 당했다고 주장하고 있으며, 건물이 관공서인지, 차이 총경이 협상가의 지위를 가지고 있는지도 몰랐다고 주장한다. 반면 중국 측은 그 건물이 명확하게 표시되어 있었고, 차이가 처형되기 전에 그의 코, 귀, 혀가 잘려나가고 눈이 도려졌다고 말했다. 중국인들의 증언에 따르면 차이공시의 다른 직원들은 일본군에게 옷이 벗겨지고, 채찍질을 당하고, 뒷마당으로 끌려나가 기관총으로 살해되었다고 보고되었다. 사이토 류 소장은 이 보고에 대해 "중국의 설명은 선전"이며, 차이공시는 일본군과 중국군 사이의 전투 중에 총살되었을 뿐이며, 총검으로는 귀나 코를 자를 수 없다고 썼다.
장제스와 후쿠다가 휴전에 합의함에 따라 고조되는 폭력을 막기 위한 협상이 빠르게 시작되었다. 일본과의 분쟁에 관심이 없었고, 북벌을 계속하고 싶었던 장제스는 도시에서 군대를 철수하기로 동의했고, 질서를 유지하기 위해 소수의 국민혁명군만 남겨두었다. 그러나 5월 4일, 일본은 협상 대표인 사사키 도이치 대령이 강도를 당해 거의 죽을 뻔했으며, 장제스의 장교 중 한 명이 개입하고 나서야 구조되었다고 보고했다. 게다가, 일본군은 장제스가 지난의 일본인 거주 상업 지역에서 모든 중국 병사들을 제거하겠다는 약속이 이행되지 않았다고 주장했다. 사사키 사건 이후, 다테카와 요시쓰구 소장은 "일본의 국위와 군사적 위신을 유지하기 위해서는 일본이 무법천지인 중국 군인들을 처벌하는 것이 필요하다"고 말했다. 후쿠다 장군의 요청에 따라 일본 다나카 수상은 한국과 만주로부터 지원군을 파견할 것을 명령했고, 일본에서는 이를 제3차 산동 출병이라고 부르며 1928년 5월 7일부터 일본군이 지난에 도착하기 시작했다.

## 여파

### 국민혁명군과 일본군의 전면전
그의 군대가 강화되자, 후쿠다 장군은 국민혁명군에게 12시간 이내에 응답하라는 일련의 요구를 했다. 국민혁명군 책임자 처벌, 일본군 이전에 국민혁명군 무장해제, 지난 인근 2개 병영 철수, 모든 항일 선전 금지, 칭다오-지난 철도 양안에서 20리 바깥까지 국민혁명군 철수가 그것이었다. 일본인들은 중국인들이 정해진 기간 내에 그들의 요구를 충족시킬 수 없을 것이라는 것을 알고 있었다. 대신 이 요구는 일본군의 사기를 높이고 중국인들을 겁주고 외국인들에게 일본군의 '결단'을 보여주기 위한 것이었다. 예상했던 대로, 그 요구들은 중국인들에 의해 굴욕적이고 받아들일 수 없는 것으로 여겨졌다. 이에 대해 지난을 떠난 장제스는 일본 수비대에 급사를 보내 일부 요구를 들어주겠으나 모든 요구를 들어주지는 않을 것이라고 말했다. 후쿠다는 자신의 요구가 받아들여지지 않았다고 판단하여 5월 8일 오후 지난에서 국민혁명군에 대한 전면적인 공격을 개시했다. 전투는 5월 9일부터 10일까지 치열했는데, 일본군은 포병을 동원하여 국민혁명군의 잔존 병력이 있던 옛 성벽 도시를 폭격했다. 지난 구시가지의 민간인들은 일본의 폭격에 대한 경고를 사전에 받지 못했고, 이로 인해 많은 사상자가 발생한 것으로 생각된다. 5월 10일부터 11일까지 국민혁명군의 마지막 부대는 밤을 틈타 탈출했다. 5월 11일 아침 일본군은 지난을 완전히 점령했다. 1929년 3월에 지난 지역의 분쟁을 해결하기로 합의할 때까지 지난은 일본의 지배를 받았다. 지난 점령 기간 동안 일본은 억압 정치를 펼쳤는데, 언론과 집회의 자유가 금지되었고, 우편 통신이 검열되었으며, 국민당에 동조했다는 혐의로 주민들이 살해되었다.

### 장제스의 대응
장제스는 5월 10일에 일본에 사과하고 허야오즈를 직위에서 해임했다. 그 사건 이후, 장제스는 매일 일기에 "일본인을 죽이는 방법"을 쓰기로 결심했고, 또한 이제 일본인들이 중국의 가장 큰 적이라고 생각한다고 썼다. 지난에서의 갈등에서 물러난 것을 정당화하면서, 장제스는 "원한을 갚기 위해서는, 사람은 강해야 한다"고 덧붙였다. 5·3 참변 에 대해 중국 육군 사관생도에게 강의할 때, 장제스는 지난의 수치심을 씻는 데 정력을 쏟을 것을 촉구했지만, 마지막 순간까지 일본에 대한 증오는 감추었다. 분쟁을 피하기를 바랐던 일본의 다나카 수상 역시 장제스와 협상을 시작했고, 거의 1년 후인 1929년 3월에 지난 사건에 대한 책임을 분담하고, 분쟁을 해결하며, 산둥성에서 일본군을 모두 철수시키기로 합의했다. 5·3 참변과 이후 지난 점령에도 불구하고 장제스의 군대는 중국 북부에서 그들의 통제력을 계속 확장하였고, 중국 민족주의 세력에 대한 일본군의 불신은 커져만 갔다.

## 분석
역사학자 아키라 이리에에 따르면, 지난 사건은 일본의 지휘 계통의 취약성과 군부의 일방적인 침략을 막기 위한 문관들의 무력함을 보여준 예시였다. 정부의 통제를 벗어난 일본 육군 지도자들은 장제스가 애국적인 선동에 반응하여 남만주에서 일본의 이익을 위협할 것을 두려워하였다. 지난에서 후쿠다가 독단적으로 행동한 사례를 바탕으로, 1928년 6월 4일 관동군은 북양정부의 지도자이자 만주의 지도자였던 장쭤린을 황고둔에서 살해했고, 이는 1931년 만주사변의 빌미를 제공한 일련의 사건들을 촉발시켰다.

## 사진 논란
일본 연구원인 마사요시 하라에 따르면 중국 출판사들이 지난 병원에서 부검 중인 일본인 학살 사진을 교과서에 일본 731부대의 생물무기 실험을 묘사한 것으로 잘못 사용해 왔다. 이 사진들은 또한 지린성의 박물관과 중학교 교과서에도 등장했고, 쿠리야 겐타로의 《도쿄 재판의 길》이나 TV 아사히의 전쟁의 참상을 다룬 프로그램에서도 같은 그림이 잘못 사용되었다.

## 같이 보기
- 간도참변
- 간토 대학살
- 난징 대학살
- 니콜라옙스크 사건
- 퉁화 사건
- 통저우 사건
- 사지 사건